# Liste der afghanischen Botschafter in Pakistan
Seit 1960 ist der Botschaftssitz in Islamabad.
| Ernannt / Akkreditiert | Name                       | Bemerkungen | ernannt während der Regierung von | akkreditiert während der Regierung | Posten verlassen |
| ---------------------- | -------------------------- | ----------- | --------------------------------- | ---------------------------------- | ---------------- |
| 1948                   | Sardar Wali                |             | Mohammed Sahir Schah              | Khawaja Nazimuddin                 | 1949             |
| 1958                   | Abdul Zahir                |             | Mohammed Sahir Schah              | Mohammed Ayub Khan                 |                  |
| 1962                   | Muhammad Hashim Maiwandwal |             | Mohammed Sahir Schah              | Mohammed Ayub Khan                 |                  |
| 19. Dez. 1964          | Mohammad Nur Ahmad Etemadi |             | Mohammed Sahir Schah              | Mohammed Ayub Khan                 | 1965             |
| 1976                   | Mohammad Nur Ahmad Etemadi |             | Mohammed Sahir Schah              | Fazal Ilahi Chaudhry               | 1978             |
| 1979                   | Mahmud Baryalay            |             | Babrak Karmal                     | Mohammed Zia ul-Haq                |                  |
| 2000                   | Abdul Salam Zaeef          |             | Burhanuddin Rabbani               | Mohammed Rafiq Tarar               | 2001             |
| 2002                   | Nanguyalai Tarzi           |             | Hamid Karzai                      | Pervez Musharraf                   |                  |
| 2007                   | Mohammad Anwar Anwarzai    |             | Hamid Karzai                      | Pervez Musharraf                   | 2008             |